# 藤田一也
藤田 一也（ふじた かずや、1982年7月3日 - ）は、徳島県鳴門市出身の元プロ野球選手（内野手）、コーチ。右投左打。

## 経歴

### プロ入り前
徳島県立鳴門第一高等学校（現在は徳島県立鳴門渦潮高等学校）を経て、近畿大学に進学。関西学生野球リーグ通算72試合出場、266打数92安打、打率.346、0本塁打、24打点。首位打者2回、ベストナイン遊撃手4回。4年春に当時シーズン最多となる23安打のほか、2年時から137打席連続無三振という記録も残す。
2004年のドラフト会議では、横浜ベイスターズから4巡目指名を受け入団した。背番号は23。

### 横浜・DeNA時代

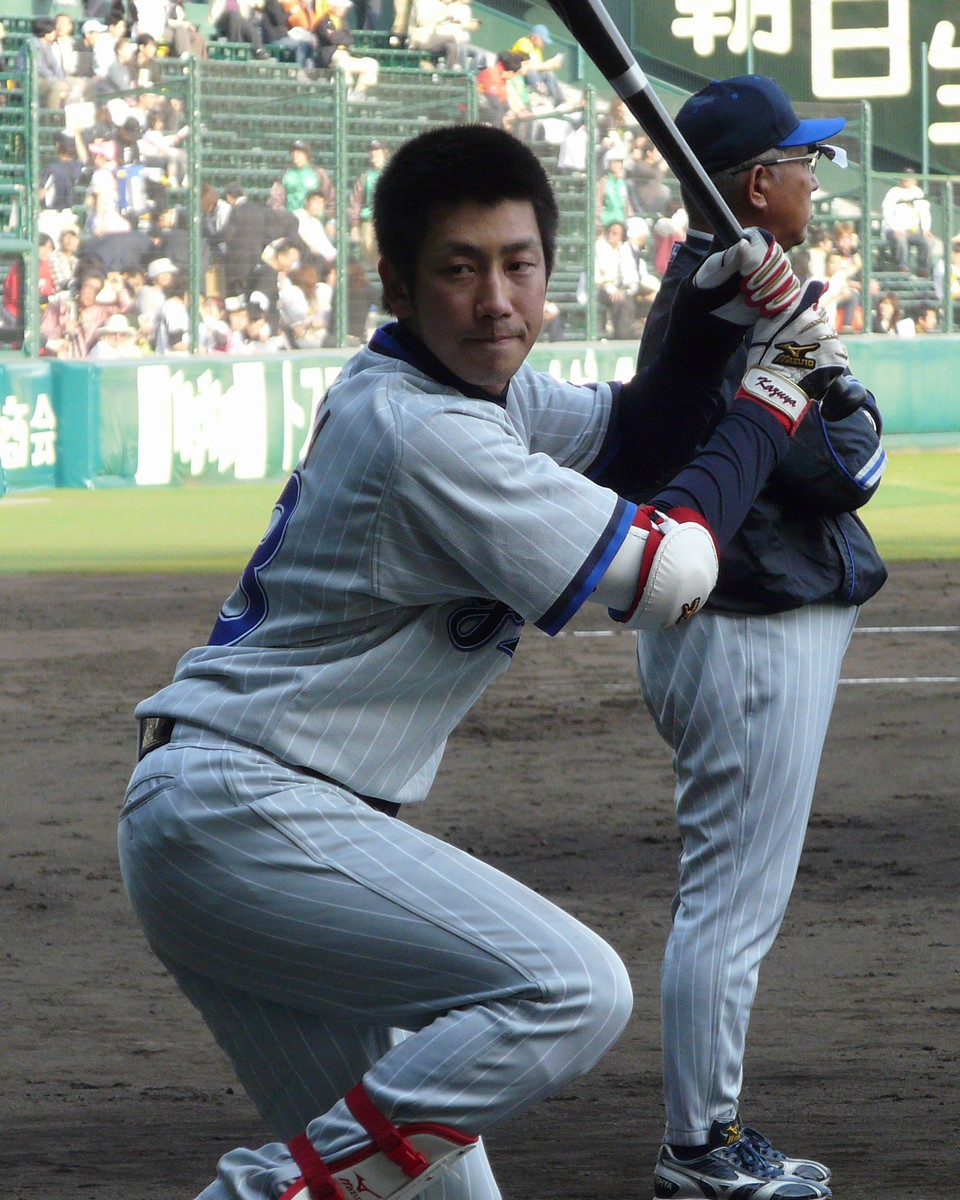
横浜時代（2009年）

2005年、7月27日の中日ドラゴンズ戦（山形県野球場）に延長12回に代走でプロ初出場。9月1日の広島東洋カープ戦（横浜スタジアム）で「7番・三塁手」で初スタメン出場を果たし、4回の第2打席でトム・デイビーからレフト前へプロ初安打を放った。
2006年、内川聖一らの不調で9月以降、「2番・二塁手」でスタメン起用されることが多くなった。この年は自己最多の65試合に出場したが、打率は.203と振るわなかった。9月7日の広島戦（下関球場）では試合後のお立ち台に立ち、「今日は下関での試合ですがこの後夕食は何食べますか?」というアナウンサーの問いに大きな声で「ふぐ食べます!」と答え、球団発祥の地である下関のファンを沸かせた。
2007年、読売ジャイアンツから移籍した仁志敏久が二塁のレギュラーに定着したことや、俊足内野手の野中信吾の台頭もあり、前年より出場機会を減らした。
2008年、不調の石井琢朗に代わって遊撃を守る機会も増えたが、オリンピック期間中に代表選手としてチームを離れた村田修一に代わって三塁を守った石川雄洋が活躍し、村田の復帰後も石川がそのまま遊撃を守るようになったため、仁志が怪我で離脱した後は二塁を多く守った。
2009年、レギュラー二塁手の仁志が開幕から打率1割台と絶不調に陥ったため、5月から二塁手としてスタメン起用が増える。打率.269、チームトップの24犠打を記録した。
2010年、新加入したホセ・カスティーヨが二塁に定着したため、主に二塁や遊撃の石川の控えとして起用される。前年よりも出場機会を減らしたものの、打率では自己最高の成績を残した。11月23日、自身のブログにて結婚を発表した。
2011年、退団したカスティーヨと入れ替わる形で加入した渡辺直人が二塁のレギュラーに定着し、藤田は主に二塁の控えとして起用された。打席数も前年程度に留まったが、規定打席未満ながら打率.303を記録し、守備でもシーズン無失策を達成した。

### 楽天時代
2012年6月24日に東北楽天ゴールデンイーグルスの内村賢介とのトレードが発表された。背番号は交換相手の内村が着けていた6。

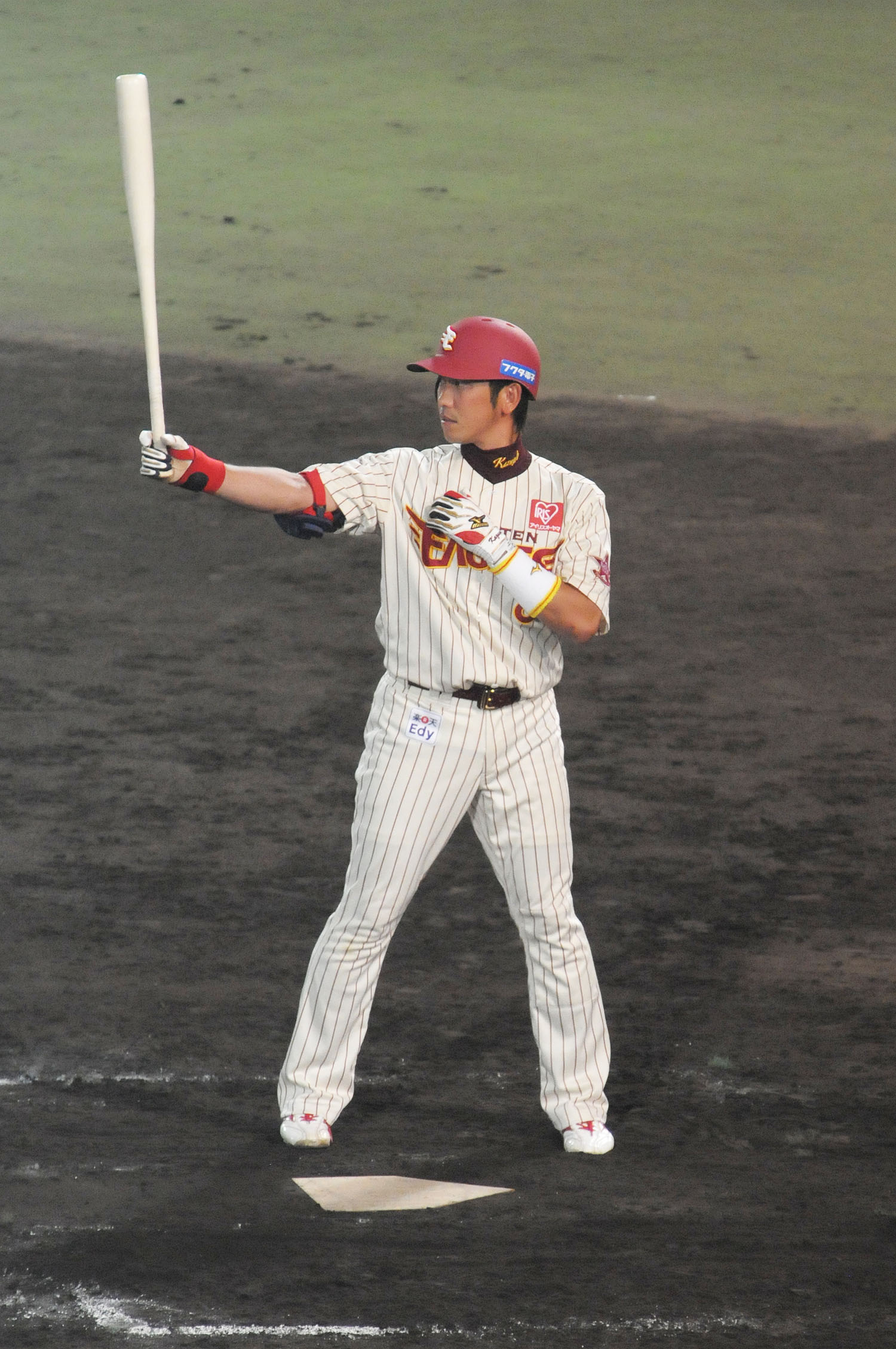
2012年8月1日、こまちスタジアムにて

移籍直後の6月26日の北海道日本ハムファイターズ戦（東京ドーム）に「9番・二塁手」で先発出場し、楽天デビューを果たした。移籍後しばらくは主に守備固めとして出場し、松井稼頭央の離脱時には遊撃手として先発出場するなどしていたが、枡田慎太郎が戦線離脱し、それまで二塁手を務めていた銀次が三塁手に回ったことで二塁のポジションが空いたため、レギュラーを確保。

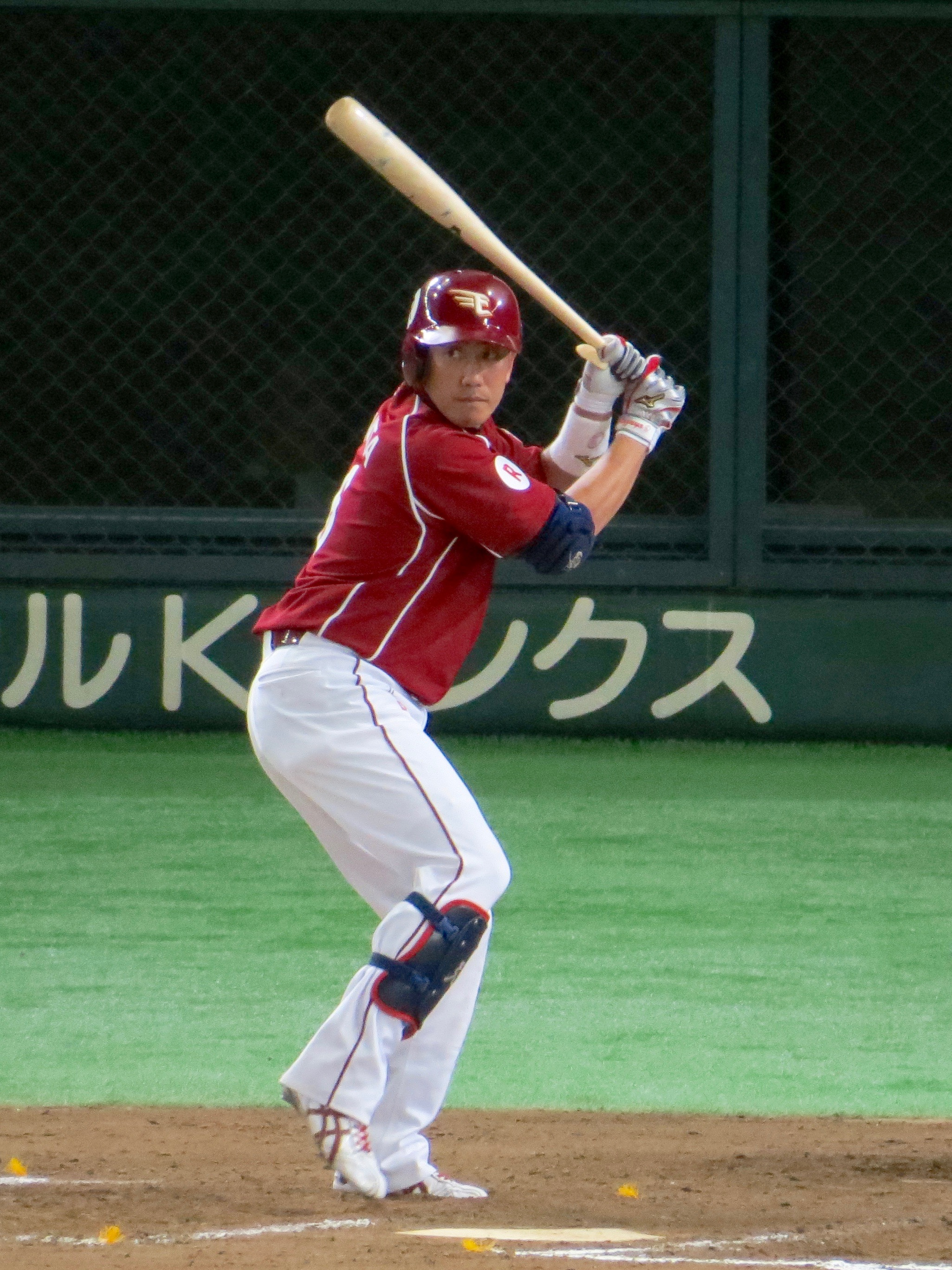
2016年8月30日 東京ドームにて

2013年、移籍2年目ながらキャプテンの松井から副キャプテンに任命される。開幕から「2番・二塁手」として定着し、プロ9年目にして自身初の規定打席に到達。持ち前の守備力で好守を連発し、監督の星野仙一からは「シーズンで10勝以上の価値があった」と評されるなど絶大な信頼を得た。自身初めての出場となった日本シリーズでも攻守で活躍。チーム初のリーグ優勝、日本一に大きく貢献し、ベストナイン、ゴールデングラブ賞を初受賞した。
2014年、1月31日に選手会長に就任する。自身初のレギュラーシーズン全試合出場を果たし、ベストナイン、ゴールデングラブ賞を2年連続で受賞した。
2015年、開幕戦は9番でスタメンだったが、打撃が好調だったこともあり、前年と同じく2番、そして3番や5番などクリーンアップを打つことも多くあった。5月22日の埼玉西武ライオンズ戦では疲労を考慮して指名打者として出場し、ミゲル・メヒアから人生初の満塁本塁打を放った。6月20日の千葉ロッテマリーンズ戦で内野安打を打った際、走塁で足を負傷、肉離れと診断され、翌日に登録を抹消された。7月31日に復帰すると怪我の影響を考慮してか、サードでの起用が増えた。8月29日の西武戦では野上亮磨からシーズン2本目の満塁本塁打を放った。9月29日に死球を受け途中交代、その後は試合に出ず、10月2日に登録を抹消された。
2016年、4月に左肋骨を骨折し約1か月離脱したが、120試合に出場。打率.265、46打点の成績を残した。また得点圏打率はリーグトップの3割3分、自身3度目のゴールデングラブ賞を獲得。オフに取得していた海外FA権は行使せず、新たに推定年俸1億1000万円（現状維持）の2年契約を結んだ。
2017年、2013年以降では初めて開幕スタメンの座を逃した。二塁手としての出場は94試合でチーム最多だったが、その内の先発出場は60試合に留まり、同位置での先発出場が80試合(チーム最多)に達した銀次の守備固めとして起用されることも多かった。8月末以降は遊撃手のレギュラーである茂木栄五郎の怪我と不振もあって、14試合ながら4年ぶりに遊撃手として出場した。
2018年、前年と同じく銀次との併用や渡辺直人の復帰により、出場機会が減少。中盤にゼラス・ウィーラーの故障によってスタメン起用が増えるものの、8月に走塁中の負傷によって戦線離脱。以降はチームが早々にポストシーズン進出の可能性が消滅したため若手選手が優先的に起用されるようになった影響で最後は二軍でシーズンを終える。
2021年、若手の台頭により、プロ17年目で初めて一軍出場がないままシーズンが進み、10月4日に戦力外通告を受けた。

### DeNA復帰
2021年12月9日に古巣の横浜DeNAベイスターズと契約を結ぶことが発表された。背番号は3。推定年俸は1800万円。背ネームは、同じ苗字である藤田和男コーチと区別するため、「K.FUJITA」となった。
2022年、春季キャンプから一軍メンバーに選ばれていたが、初日に特打を行った際に左足脹脛に軽い肉離れを起こし、その後は二軍調整を続けていた。開幕後、チーム内で新型コロナウィルスの陽性者が相次ぎ、4月12日に代替選手として一軍登録された。4月15日の東京ヤクルトスワローズ戦（横浜スタジアム）で古巣復帰後初ヒットを放ち、翌16日には「7番・二塁手」で3年ぶりの先発出場を果たし、二試合連続安打と堅実な守備で勝利に貢献した。同月19日には代打で古巣復帰後初打点となる同点適時打、同月21日には代打で決勝適時打を放ち、それぞれお立ち台に上がった。その後は代打中心の起用が続き、7月10日に登録抹消も、シーズン最終盤の9月28日に一軍へ再び昇格し、クライマックスシリーズ・ファーストステージの阪神戦にも出場。第1戦で「6番・三塁手」で先発出場し1安打を放った。第3戦では1点ビハインドで迎えた9回裏、一打逆転の場面で代打として打席に立つも、併殺打に終わりチームは敗退した。シーズンでは、33試合に出場し打率.250、0本塁打、5打点の成績だった。
2023年、タイラー・オースティンと背番号を交換する形で横浜時代のプロ入り当初と同じ23に戻した。オースティンから、「23は藤田の番号だったんだろ？」と交換を持ちかられけたと明かしている。開幕からしばらく二軍調整が続いたが、7月11日に一軍に合流。2023年9月21日、2023年シーズン限りでの現役引退が発表された。9月11日の東京ヤクルトスワローズ戦（横浜スタジアム）で引退試合が行われた。自身は9回表一死一・三塁の遊撃守備から途中出場。9回裏の打席では高梨裕稔と対戦し、右飛に倒れた。試合後のセレモニーでは自身の野球人生を振りかえるVTRが流れ、関係者とファンに挨拶。その後は同僚の宮﨑敏郎、楽天時代にともにプレーした嶋基宏、横浜同期入団の石川雄洋、家族らから花束を受け取り、グラウンドを1周してファンの声援に応えた。最後の胴上げは背番号と同じ23度宙を舞った。その後も一軍に帯同し続け、現役最後の試合は10月15日のクライマックスシリーズファーストステージの広島東洋カープ戦（MAZDA Zoom-Zoom スタジアム広島）となった。自身は9回表に森原康平の代打として出場。栗林良吏と対戦して右飛に倒れた。

### 現役引退後
2023年10月23日、2024年からDeNAの育成野手コーチを務めることが発表された。背番号は73。
2025年からは二軍ディフェンスチーフ兼内野守備兼ベースコーチに配置転換された。

## 選手としての特徴

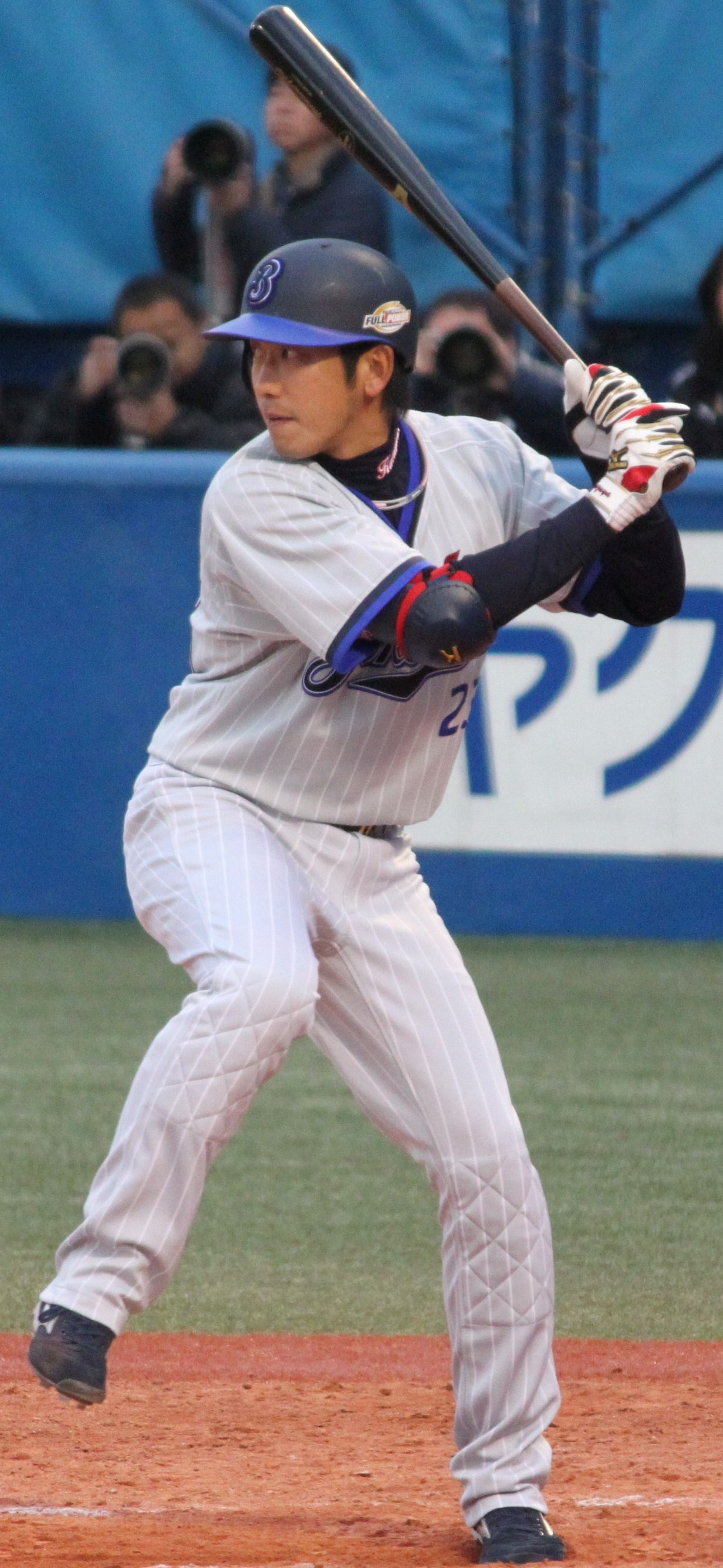
藤田の打撃フォーム
（2010年）

### 守備
二塁手・遊撃手・三塁手と複数ポジションをこなし、2013年5月には、テレビ番組で仁志敏久に「日本一守備がうまい選手」とその守備力を評されている。肩はそれほど強くなく、また本人曰く体も硬いというが、小・中学校時代からバウンドが不規則な軟式球で壁当てを続けたことで、グラブ捌きが上達したという。守備位置については「バッテリーの配球」「打者の傾向」によって1球毎にずらしているが、データには頼らず、感覚や記憶を頼りにポジショニングを決めるタイプだと語っている。プロ入りの際の入団会見では「横浜の牛若丸と言われたい」と語り、ファンからもそのように呼ばれるようになる（横浜時代の応援歌にも『ハマの牛若丸』という歌詞が入っている）。守備の名手であること、また名字とひっかけ、チームメイトからは「ジーター」と呼ばれている。

### 打撃
ボール球スイング率が高く選球眼に課題を残すが、バットコントロールに優れ、空振りと三振が少ない。2013年はパ・リーグ規定打席到達選手中最少の四球数、三振数を記録した。

## 人物
明るく誠実な人柄。楽天移籍後もDeNA時代のチームメイトが次々と藤田の元へ挨拶に訪れるなど、人望が厚い。2021年の古巣復帰会見に同席した三原一晃球団代表は「OBでもあり、ウチの球団には、彼の人柄を含めて“藤田一也ファン”がたくさんいる。移籍後も常に注目していた」と明かした。また、球団の垣根を越えて多く、毎オフ京都で行う自主トレには“弟子入り”する若手が後を絶たない。
入団会見時に「横浜で優勝」を目標に掲げ、祝勝会用の青いゴーグルを買っていた。2013年に楽天で優勝・日本一を経験した際の祝勝会でこのゴーグルを使っている。
前述、2022年のクライマックスシリーズ・ファーストステージにて自分が最後の打者となり敗退したその悔しさを忘れまいとして、自分の携帯の待ち受け画面にはこの場面を設定していた。

## 詳細情報

### 年度別打撃成績
| 年 度      | 球 団      | 試 合 | 打 席 | 打 数 | 得 点 | 安 打 | 二 塁 打 | 三 塁 打 | 本 塁 打 | 塁 打 | 打 点 | 盗 塁 | 盗 塁 死 | 犠 打 | 犠 飛 | 四 球 | 敬 遠 | 死 球 | 三 振 | 併 殺 打 | 打 率 | 出 塁 率 | 長 打 率 | O P S |
| ---------- | ---------- | ----- | ----- | ----- | ----- | ----- | -------- | -------- | -------- | ----- | ----- | ----- | -------- | ----- | ----- | ----- | ----- | ----- | ----- | -------- | ----- | -------- | -------- | ----- |
| 2005       | 横浜 DeNA  | 12    | 9     | 9     | 1     | 1     | 0        | 0        | 0        | 1     | 1     | 0     | 0        | 0     | 0     | 0     | 0     | 0     | 4     | 0        | .111  | .111     | .111     | .222  |
| 2006       | 横浜 DeNA  | 65    | 147   | 133   | 13    | 27    | 2        | 0        | 0        | 29    | 5     | 3     | 1        | 9     | 1     | 3     | 0     | 1     | 13    | 2        | .203  | .225     | .218     | .443  |
| 2007       | 横浜 DeNA  | 42    | 89    | 76    | 11    | 19    | 5        | 0        | 0        | 24    | 2     | 1     | 1        | 8     | 0     | 4     | 0     | 1     | 8     | 0        | .250  | .296     | .316     | .612  |
| 2008       | 横浜 DeNA  | 46    | 120   | 108   | 11    | 26    | 5        | 0        | 1        | 34    | 6     | 1     | 1        | 7     | 1     | 2     | 0     | 2     | 13    | 1        | .241  | .265     | .315     | .580  |
| 2009       | 横浜 DeNA  | 120   | 381   | 346   | 44    | 93    | 7        | 5        | 4        | 122   | 20    | 6     | 2        | 24    | 3     | 7     | 0     | 1     | 34    | 4        | .269  | .283     | .353     | .636  |
| 2010       | 横浜 DeNA  | 106   | 220   | 201   | 21    | 62    | 8        | 0        | 1        | 73    | 15    | 2     | 2        | 11    | 0     | 6     | 0     | 2     | 33    | 2        | .308  | .335     | .363     | .698  |
| 2011       | 横浜 DeNA  | 96    | 208   | 188   | 16    | 57    | 8        | 1        | 1        | 70    | 15    | 0     | 0        | 3     | 0     | 10    | 0     | 7     | 20    | 3        | .303  | .361     | .372     | .733  |
| 2012       | 横浜 DeNA  | 46    | 126   | 111   | 7     | 27    | 3        | 1        | 0        | 32    | 7     | 1     | 1        | 5     | 1     | 8     | 0     | 1     | 9     | 2        | .243  | .298     | .288     | .586  |
| 2012       | 楽天       | 63    | 188   | 172   | 17    | 53    | 8        | 2        | 0        | 65    | 15    | 5     | 2        | 11    | 1     | 4     | 0     | 0     | 10    | 4        | .308  | .322     | .378     | .700  |
| '12計      | 楽天       | 109   | 314   | 283   | 24    | 80    | 11       | 3        | 0        | 97    | 22    | 6     | 3        | 16    | 2     | 12    | 0     | 1     | 19    | 6        | .283  | .312     | .343     | .655  |
| 2013       | 楽天       | 128   | 536   | 466   | 48    | 128   | 17       | 2        | 1        | 152   | 48    | 3     | 3        | 33    | 4     | 21    | 0     | 12    | 43    | 7        | .275  | .320     | .326     | .646  |
| 2014       | 楽天       | 144   | 579   | 517   | 46    | 139   | 15       | 2        | 2        | 164   | 36    | 3     | 5        | 41    | 2     | 16    | 0     | 3     | 55    | 12       | .269  | .294     | .317     | .611  |
| 2015       | 楽天       | 111   | 451   | 392   | 38    | 106   | 14       | 1        | 5        | 137   | 43    | 8     | 3        | 16    | 7     | 28    | 2     | 8     | 30    | 3        | .270  | .326     | .349     | .676  |
| 2016       | 楽天       | 120   | 449   | 408   | 27    | 108   | 13       | 5        | 0        | 131   | 46    | 1     | 1        | 18    | 3     | 19    | 0     | 1     | 44    | 7        | .265  | .297     | .321     | .618  |
| 2017       | 楽天       | 102   | 315   | 270   | 28    | 68    | 9        | 2        | 3        | 90    | 33    | 2     | 1        | 25    | 3     | 16    | 1     | 1     | 21    | 8        | .252  | .293     | .333     | .626  |
| 2018       | 楽天       | 90    | 289   | 248   | 19    | 66    | 10       | 1        | 4        | 90    | 16    | 0     | 3        | 17    | 2     | 18    | 0     | 4     | 15    | 4        | .266  | .324     | .363     | .686  |
| 2019       | 楽天       | 61    | 136   | 124   | 13    | 32    | 4        | 0        | 2        | 42    | 10    | 1     | 0        | 4     | 0     | 7     | 1     | 1     | 16    | 1        | .258  | .303     | .339     | .642  |
| 2020       | 楽天       | 55    | 38    | 35    | 3     | 7     | 1        | 0        | 0        | 8     | 4     | 0     | 0        | 2     | 0     | 1     | 0     | 0     | 5     | 2        | .200  | .222     | .229     | .451  |
| 2022       | DeNA       | 33    | 40    | 36    | 1     | 9     | 0        | 0        | 0        | 9     | 5     | 0     | 0        | 0     | 0     | 4     | 0     | 0     | 5     | 1        | .250  | .325     | .250     | .575  |
| 2023       | DeNA       | 23    | 24    | 21    | 0     | 6     | 1        | 0        | 0        | 7     | 0     | 0     | 0        | 1     | 0     | 2     | 0     | 0     | 5     | 0        | .286  | .348     | .333     | .681  |
| 通算：18年 | 通算：18年 | 1463  | 4345  | 3861  | 364   | 1034  | 130      | 22       | 24       | 1280  | 327   | 37    | 26       | 235   | 28    | 176   | 4     | 45    | 383   | 63       | .268  | .305     | .332     | .637  |

- 各年度の太字はリーグ最高
- 横浜（横浜ベイスターズ）は、2012年にDeNA（横浜DeNAベイスターズ）に球団名を変更

### 年度別守備成績
| 年 度 | 球 団     | 一塁  | 一塁  | 一塁  | 一塁  | 一塁  | 一塁     | 二塁  | 二塁  | 二塁  | 二塁  | 二塁  | 二塁     | 三塁  | 三塁  | 三塁  | 三塁  | 三塁  | 三塁     | 遊撃  | 遊撃  | 遊撃  | 遊撃  | 遊撃  | 遊撃     |
| 年 度 | 球 団     | 試 合 | 刺 殺 | 補 殺 | 失 策 | 併 殺 | 守 備 率 | 試 合 | 刺 殺 | 補 殺 | 失 策 | 併 殺 | 守 備 率 | 試 合 | 刺 殺 | 補 殺 | 失 策 | 併 殺 | 守 備 率 | 試 合 | 刺 殺 | 補 殺 | 失 策 | 併 殺 | 守 備 率 |
| ----- | --------- | ----- | ----- | ----- | ----- | ----- | -------- | ----- | ----- | ----- | ----- | ----- | -------- | ----- | ----- | ----- | ----- | ----- | -------- | ----- | ----- | ----- | ----- | ----- | -------- |
| 2005  | 横浜 DeNA | -     | -     | -     | -     | -     | -        | 5     | 1     | 4     | 0     | 0     | 1.000    | 3     | 2     | 3     | 0     | 0     | 1.000    | -     | -     | -     | -     | -     | -        |
| 2006  | 横浜 DeNA | -     | -     | -     | -     | -     | -        | 46    | 88    | 118   | 5     | 31    | .976     | -     | -     | -     | -     | -     | -        | 2     | 0     | 1     | 0     | 0     | 1.000    |
| 2007  | 横浜 DeNA | -     | -     | -     | -     | -     | -        | 5     | 13    | 10    | 1     | 3     | .958     | 9     | 1     | 2     | 0     | 1     | 1.000    | 23    | 21    | 56    | 2     | 6     | .975     |
| 2008  | 横浜 DeNA | -     | -     | -     | -     | -     | -        | 22    | 42    | 51    | 0     | 10    | 1.000    | 1     | 0     | 1     | 0     | 1     | 1.000    | 17    | 16    | 41    | 1     | 8     | .983     |
| 2009  | 横浜 DeNA | -     | -     | -     | -     | -     | -        | 98    | 166   | 246   | 2     | 50    | .995     | 13    | 3     | 12    | 2     | 1     | .882     | 22    | 24    | 52    | 2     | 9     | .974     |
| 2010  | 横浜 DeNA | -     | -     | -     | -     | -     | -        | 38    | 51    | 70    | 0     | 12    | 1.000    | 3     | 1     | 5     | 0     | 1     | 1.000    | 44    | 34    | 91    | 5     | 16    | .962     |
| 2011  | 横浜 DeNA | -     | -     | -     | -     | -     | -        | 49    | 115   | 121   | 0     | 16    | 1.000    | 3     | 1     | 0     | 0     | 0     | 1.000    | 3     | 1     | 3     | 0     | 1     | 1.000    |
| 2012  | 楽天      | -     | -     | -     | -     | -     | -        | 59    | 87    | 125   | 2     | 18    | .991     | 18    | 8     | 22    | 0     | 1     | 1.000    | 40    | 44    | 100   | 0     | 17    | 1.000    |
| 2013  | 楽天      | -     | -     | -     | -     | -     | -        | 127   | 279   | 366   | 6     | 64    | .991     | -     | -     | -     | -     | -     | -        | 1     | 0     | 1     | 0     | 0     | 1.000    |
| 2014  | 楽天      | -     | -     | -     | -     | -     | -        | 140   | 326   | 379   | 4     | 73    | .994     | -     | -     | -     | -     | -     | -        | -     | -     | -     | -     | -     | -        |
| 2015  | 楽天      | -     | -     | -     | -     | -     | -        | 90    | 202   | 254   | 6     | 41    | .987     | 21    | 16    | 34    | 1     | 1     | .980     | -     | -     | -     | -     | -     | -        |
| 2016  | 楽天      | -     | -     | -     | -     | -     | -        | 117   | 262   | 310   | 4     | 61    | .993     | -     | -     | -     | -     | -     | -        | -     | -     | -     | -     | -     | -        |
| 2017  | 楽天      | -     | -     | -     | -     | -     | -        | 94    | 141   | 180   | 2     | 39    | .994     | -     | -     | -     | -     | -     | -        | 14    | 12    | 24    | 0     | 3     | 1.000    |
| 2018  | 楽天      | -     | -     | -     | -     | -     | -        | 81    | 132   | 192   | 1     | 36    | .997     | 2     | 0     | 0     | 0     | 0     | ----     | -     | -     | -     | -     | -     | -        |
| 2019  | 楽天      | -     | -     | -     | -     | -     | -        | 4     | 8     | 5     | 0     | 2     | 1.000    | 21    | 3     | 12    | 0     | 1     | 1.000    | 22    | 17    | 59    | 2     | 11    | .974     |
| 2020  | 楽天      | -     | -     | -     | -     | -     | -        | 21    | 13    | 7     | 0     | 0     | 1.000    | 15    | 2     | 4     | 0     | 0     | 1.000    | -     | -     | -     | -     | -     | -        |
| 2022  | DeNA      | -     | -     | -     | -     | -     | -        | 4     | 2     | 5     | 0     | 0     | 1.000    | 2     | 2     | 1     | 0     | 0     | 1.000    | -     | -     | -     | -     | -     | -        |
| 2023  | DeNA      | 1     | 3     | 0     | 0     | 0     | 1.000    | -     | -     | -     | -     | -     | -        | 2     | 2     | 0     | 0     | 0     | 1.000    | 1     | 0     | 0     | 0     | 0     | ----     |
| 通算  | 通算      | 1     | 3     | 0     | 0     | 0     | 1.000    | 999   | 1925  | 2439  | 33    | 455   | .992     | 113   | 41    | 96    | 3     | 7     | .979     | 189   | 179   | 428   | 12    | 71    | .981     |

- 各年度の太字はリーグ最高
- 太字年はゴールデングラブ賞受賞

### 表彰
- ベストナイン：2回（二塁手部門：2013年、2014年）
- ゴールデングラブ賞：3回（二塁手部門：2013年、2014年、2016年）
- スピードアップ賞：1回（打者部門：2016年）

### 記録
初記録
- 初出場：2005年7月27日、対中日ドラゴンズ9回戦（山形県野球場）、12回裏に種田仁の代走で出場
- 初打席：2005年7月29日、対広島東洋カープ11回戦（広島市民球場）、5回表に土肥義弘の代打で出場、黒田博樹から中飛
- 初先発出場：2005年9月1日、対広島東洋カープ16回戦（横浜スタジアム）、「7番・三塁手」で先発出場
- 初安打・初打点：同上、4回裏にトム・デイビーから左前適時打
- 初盗塁：2006年8月31日、対東京ヤクルトスワローズ16回戦（明治神宮野球場）、9回表に二盗（投手：花田真人、捕手：福川将和）
- 初本塁打：2008年8月19日、対中日ドラゴンズ13回戦（平塚球場）、3回裏に中田賢一から右越ソロ

節目の記録
- 1000試合出場：2016年5月17日、対オリックス・バファローズ8回戦（秋田県立野球場）、「2番・二塁手」で先発出場 ※史上475人目
- 1000安打：2019年5月14日、対北海道日本ハムファイターズ7回戦（楽天生命パーク宮城）、6回裏に有原航平から右前安打 ※史上298人目

その他の記録
- オールスターゲーム出場：1回（2014年）

### 背番号
- 23（2005年 - 2012年6月24日、2023年）
- 6（2012年6月25日 - 2021年）
- 3（2022年）
- 73（2024年 - ）

### 代表歴
- 第2回世界大学野球選手権日本代表